# Metallochlora dyscheres
Metallochlora dyscheres là một loài bướm đêm trong họ Geometridae.